# Ocean Beach (San Francisco)
Pour les articles homonymes, voir Ocean Beach.

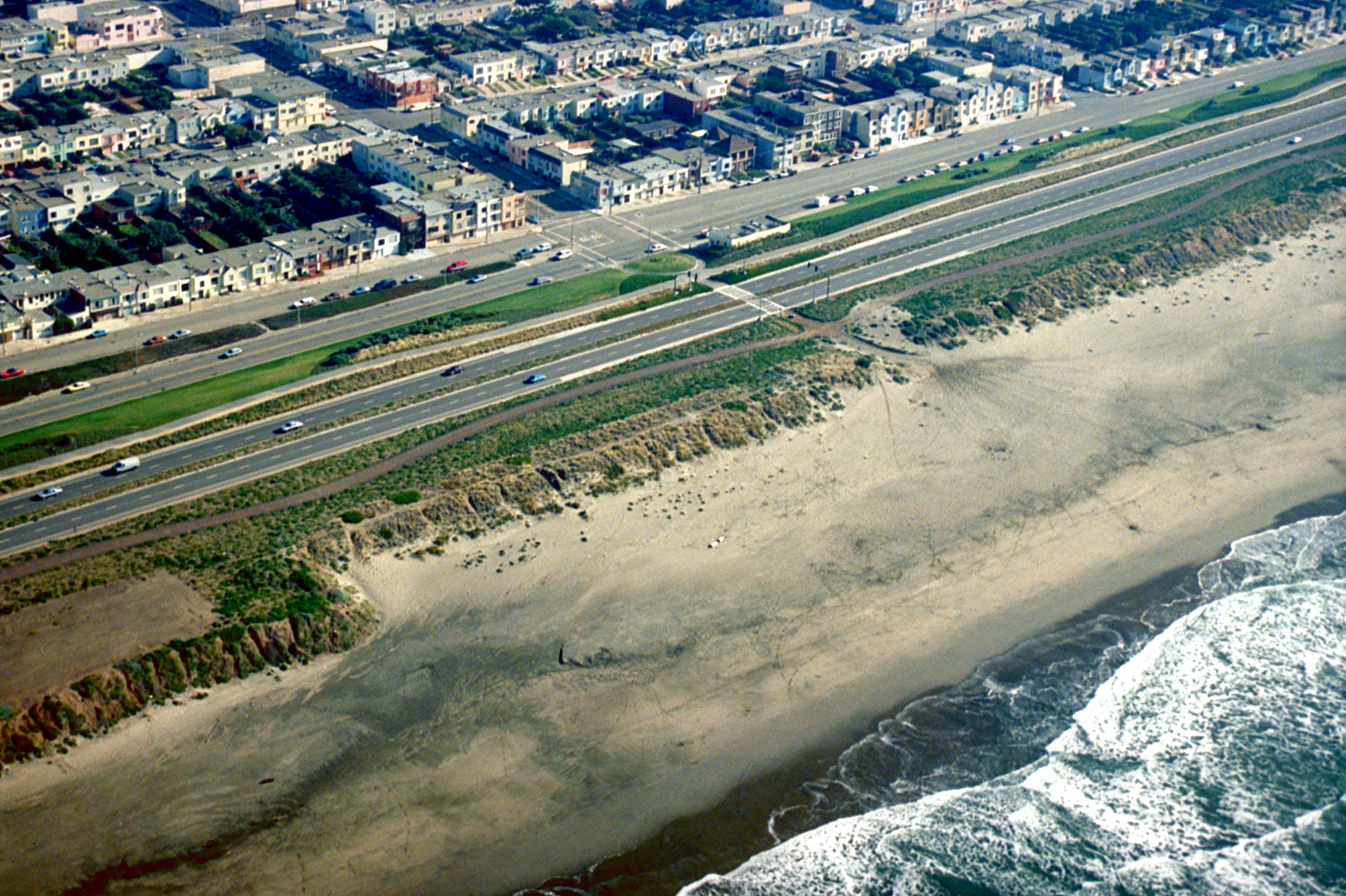
Vue aérienne d'Ocean Beach.

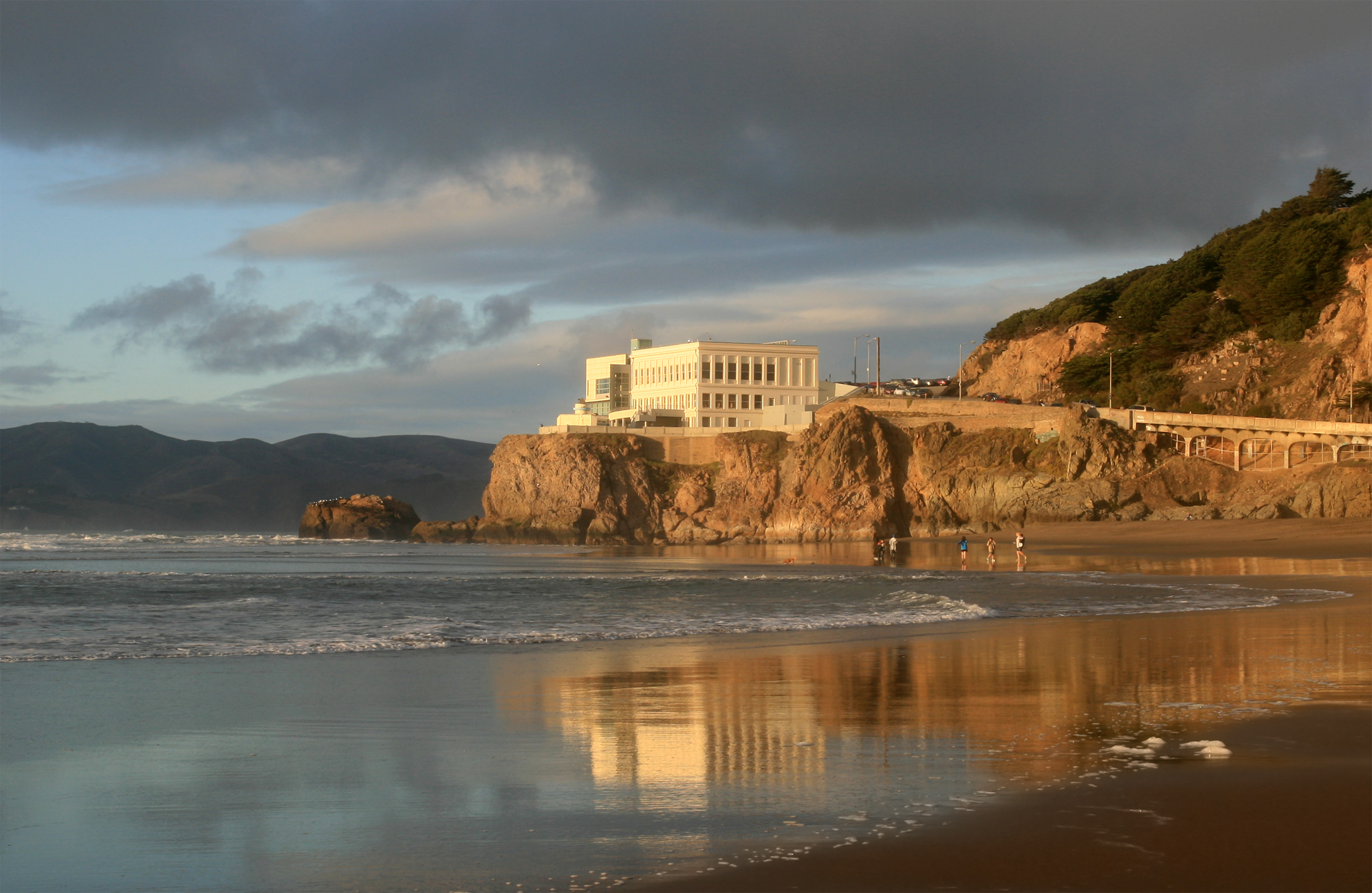
Cliff House.

Ocean Beach est une plage qui longe la côté ouest de San Francisco, Californie, donnant dans l’océan Pacifique. Elle est située à proximité du Golden Gate Park, du Richmond District et du Sunset District. On y trouve Sutro Baths et le restaurant Cliff House. La plage fait partie du Golden Gate National Recreation Area. Grâce à son vent et ses vagues, Ocean Beach est un des sites les plus réputés de la baie de San Francisco.

## Surf
De nombreux nageurs et surfeurs sont morts à Ocean Beach comme en janvier 2006 et Mai.
Quatre magasins de surf et plusieurs bars portent également sur ce thème. Seal Rock est également une attraction d’Ocean Beach. Third Eye Blind's s’inspire de cette plage dans leur chanson Motorcycle Drive By.

## Histoire
En partie à cause de son climat parfois inhospitalier (vents froid et brouillard) la région a été sous-développée aux débuts de San Francisco. Mais l’implantation d’un parc d’attraction « Gravity Railroad » vers la fin du XIXe siècle permit le développement du quartier. De plus, l’ouverture de Cliff House en 1863, et Sutro Baths en 1896 ont attiré des milliers de visiteurs.
Le quartier a servi de camp de réfugiés après le séisme de 1906. La construction de Great Highway a permis un développement important d’Ocean Beach, mais avec la destruction des Sutro Baths en 1966, le quartier a perdu son attrait ; le parc d'attractions a également été démoli en 1972, pour être remplacé par des blocs d'appartements et un supermarché dans les années 1990.
Le 25 janvier 1878 le King Philip, un clipper, a dérivé et coulé à proximité d’Ocean Beach. De temps en temps, l’épave du navire émerge, le plus récemment en mai 2007 La dernière fois était en 1985.

San Francisco Ocean Beach au coucher de soleil, octobre 2007. Photo du nord de la plage à Golden Gate Park. Seal Rock et Cliff House sont visibles au loin à droite.